# Калделаш (Гімарайнш)
Калделаш (порт. Caldelas; МФА: [kaɫ.ˈde.ɫɐʃ]) — парафія в Португалії, у муніципалітеті Гімарайнш. Розташована в північно-західній частині країни, на теренах історичної португальської провінції Дору-Міню. Входить до складу округу Брага. За адміністративним поділом, чинним до 1976 року, терени парафії були складовою провінції Міню. Належить до Бразької архідіоцезії Католицької церкви. Патрон — святий Тома. Площа — 2,6936 км². Населення — 5723 ос. (2011). Сильно урбанізований регіон. Густота населення — 2124,67 осіб/км²
. Код — 030808.

## Населення
| Кількість мешканців | Кількість мешканців | Кількість мешканців | Кількість мешканців | Кількість мешканців | Кількість мешканців | Кількість мешканців | Кількість мешканців | Кількість мешканців | Кількість мешканців | Кількість мешканців | Кількість мешканців | Кількість мешканців | Кількість мешканців | Кількість мешканців |
| ------------------- | ------------------- | ------------------- | ------------------- | ------------------- | ------------------- | ------------------- | ------------------- | ------------------- | ------------------- | ------------------- | ------------------- | ------------------- | ------------------- | ------------------- |
| 1864                | 1878                | 1890                | 1900                | 1911                | 1920                | 1930                | 1940                | 1950                | 1960                | 1970                | 1981                | 1991                | 2001                | 2011                |
| 853                 | 996                 | 1 172               | 1 228               | 1 383               | 1 385               | 1 489               | 1 817               | 2 184               | 2 413               | 2 728               | 3 543               | 3 874               | 5 252               | 5 723               |